# Alegeri pentru Parlamentul European în Franța, 1984
Alegerile europarlamentare din anul 1984 s-au ținut pe data de 17 iunie în Franța.
81 de locuri sunt disponibile. Euro-deputații francezi vor ocupa un loc în Parlamentul European pe o durată de 5 ani. Pentru a obține un loc pe listă trebuie sa obțină cel puțin 5 %  din voturile exprimate. Locurile sunt repartizate proporțional.
Partidul de stânga este la putere de 3 ani. Instabilă din punct de vedere economic și social (inflație, șomaj în creștere, critici asupra legii Savary despre educație…) majoritatea parlamentară este gata să susțină un test național pentru validarea alegerilor. În plus opoziția formată din Partidul Adunarea pentru Republică și Uniunea pentru Democrație( RPR/UDF) este condusă de Simone Veil.

## Rezultate
Lista propusă de Simone Veil s-a impus cu ușurintă. Cu 43 % din voturi, opoziția de dreapta a realizat un bun scor dar  nu este superior celui legislativ din anul 1981. Această victorie, de fapt anunță apariția partidului Frontul Național. Partidul lui Jean-Marie Le Pen realizează la prima descoperire la nivel național. Descoperirea a coincis cu prăbușirea Partidului Comunist Francez condus de Georges Marchis, colectând 11 % din voturi. Partidul Socialist a primit aproape 21 % din voturi ceea ce constituie un regres evident în raport cu scorurile excepționale din anul 1981. Abținerea mare  (43.27 %), atenuează pierderea de majoritate ce anunța înfrangerea de la viitoarele alegeri legislative din 1986.
| Partid                                                               | Lider             | Procentaj obținut | Locuri obținute în Parlamentul European | Orientare Politică                        |
| -------------------------------------------------------------------- | ----------------- | ----------------- | --------------------------------------- | ----------------------------------------- |
| Partidul Comunist Francez/Uniunea Progresistă                        | Georges Marchais  | 11,20 %           | 10                                      | Orientare aparent comunistă               |
| Partidul Socialist Francez/Partidul Radical de Stânga PS/MRG         | Lionel Jospin     | 20,75 %           | 20                                      | Partid socialist european                 |
| Uniunea pentru Democrația Franceză/Adunarea pentru Republică UDF/RPR | Simone Veil       | 43,02 %           | 41                                      | Partid popular european/Democrat European |
| Frontul Național Francez FN                                          | Jean-Marie Le Pen | 10,95 %           | 10                                      | Orientare de dreaptă europeană            |
| Verzii                                                               | Didier anger      | 3,36 %            | 0                                       |                                           |
| ERRRUE                                                               | Oliviern Stirn    | 3,32 %            | 0                                       |                                           |
| Lupta Muncitoreasca                                                  | Arlette Laguiller | 3,08 %            | 0                                       |                                           |
| Succesul Europei                                                     | Francine Gomez    | 1,89 %            | 0                                       |                                           |
| Partidul Comunist Nationalist                                        | Marc Gauquelin    | 0,90 %            | 0                                       |                                           |
| Partidul Socialist Unificat PSU/CDU                                  | Serge Depaquit    | 0,72 %            | 0                                       |                                           |
| UTILE                                                                | Gérard Nicoud     | 0,68 %            | 0                                       |                                           |
| Initiatva 84                                                         | Gérard Touati     | 0,60 %            | 0                                       |                                           |
| EUE                                                                  | Henri Cartan      | 0,38 %            | 0                                       |                                           |
| Partidul Lucrătorilor Europeni                                       | Jaques Cheminade  | 0,08 %            | 0                                       |                                           |